# Megalosphecia
Megalosphecia is een geslacht van vlinders uit de familie wespvlinders (Sesiidae), onderfamilie Sesiinae.
Megalosphecia is voor het eerst wetenschappelijk beschreven door Le Cerf in 1916. De typesoort is Megalosphecia gigantipes.

## Soorten
Megalosphecia omvat de volgende soorten:
- Megalosphecia callosoma Hampson, 1919
- Megalosphecia gigantipes Le Cerf, 1916